# 湖岸剪股颖
湖岸剪股颖（学名：Agrostis pubicallis），为禾本科剪股颖属下的一个植物种。   主要生长于中国大陆四川省西部。生于海拔3700-4600米的湖边等湿润地方。

## 特征
多年生草本，株高约30厘米。
秆直立，多数丛生，细弱，直径(0.3)0.5-0.7毫米，具3-4节，平滑。
叶鞘无毛，下部长于和上部短于节间；叶舌膜质，长圆形，长2-3毫米，先端近圆形，微破裂；叶片线形，长7-9厘米，扁平，宽达1.5毫米，干后边缘内卷，边缘和脉上微粗糙。
圆锥花序开展，轮廓卵形，长7-12厘米，宽3-8厘米，分枝一般2枚，近水平开展，下部裸露；小穗暗紫色；第一颖长3.5-4毫米，第二颖略短，窄披针形，先端渐尖；外稃长达 2.3毫米，先端平截，有齿，其脉明显，芒由外稃背部近中部伸出，膝曲，长4-5毫米，明显伸出于小穗之外，基盘具长0.2毫米之毛；内稃长0.1-0.2毫米，长圆形，先端圆钝；花药长1.5毫米。
颖果长圆形，长1.7-1.8毫米。
花果期7-8月。